# 中正村 (仁愛鄉)
中正村是中華民國（臺灣）臺灣省南投縣仁愛鄉的一個村，位於該鄉南部霧社溪流域，東依法治村，西南接埔里鎮與魚池鄉，北與萬豐村接壤。村內有過坑（卡度）聚落，居民以布農族卓社群為主。。

## 交通
- 投71線
- 卓社林道

## 設施與景點

### 過坑
| - 基督復臨安息日會臺灣區會中正教會 - 臺灣基督長老教會中布中會卡度教會 - 天主教台中教區過坑天主堂 - 良久社遺址 | - 南投縣政府警察局仁愛分局過坑派出所 - 南投縣立中正國民小學 - 卓社隧道 |

## 自然景觀
| - 北山溪                   | \| - 橫屏山 - 武界山 - 水頭山 \| - 良久山（ラクラク山） - 大尖山 - 分分山 \| |
| - 橫屏山 - 武界山 - 水頭山 | - 良久山（ラクラク山） - 大尖山 - 分分山                                     |